# (5900) Jensen
(5900) Jensen (1986 TL) – planetoida z pasa głównego asteroid okrążająca Słońce w ciągu 5,58 lat w średniej odległości 3,14 j.a. Odkryta 3 października 1986 roku.